# Poher (archidiaconé)
Pour les articles homonymes, voir Poher (homonymie).
L'archidiaconé de Poher, relevant de l'évêché de Cornouaille, comprenait les paroisses suivantes :
- Argol et sa trève Trégarvan
- Berrien et ses trèves Botmeur, Huelgoat et Locmaria
- Bothoa et sa chapelle Saint-Nicolas-du-Pélem
- Brasparts et sa trève Saint-Rivoal
- Camaret
- Carhaix
- Carnoët
- Cast
- Châteaulin
- Châteauneuf-du-Faou et sa trève Le Moustoir-Ruélin
- Cléden-Poher et sa trève Kergloff
- Corlay
- Crozon et sa chapelle Lanvéoc
- Daoulas
- Dinéault
- Dirinon et ses trèves Saint-Urbain et Trévarn
- Duault et ses trèves Burthulet, Landujen, Locarn, Saint-Nicodème et Saint-Servais
- Glomel et ses trèves Saint-Michel et Trégornan
- Gouarec et sa trève Saint-Gilles-Gouarec
- Gouézec
- Hanvec et ses trèves Lanvoy, Rumengol et sa chapelle L'Hôpital-Camfrout
- Irvillac et sa trève Saint-Éloy
- La Feuillée
- Landeleau
- la ville de Landerneau avec une de ses 3 paroisses, Saint-Thomas
- Landévennec
- Laniscat et ses trèves Rosquelfen, Saint-Gelven et Saint-Igeaux
- Lannédern
- Laz et sa trève Saint-Goazec
- Le Bodéo et sa trève La Harmoye
- Le Haut-Corlay et sa trève Saint-Bihy
- Le Quilliou
- Le Vieux-Bourg
- Lennon
- Locronan
- Logonna-Daoulas
- Lopérec
- Loperhet
- Lothey
- Maël-Carhaix
- Maël-Pestivien et sa trève Le Loc'h
- Merléac et sa trève Le Quillio
- Moëlou et sa chapelle Rostrenen
- Motreff
- Mur et ses trèves Saint-Caradec, Saint-Connec & Saint-Guen
- Neulliac et ses trèves Hémonstoir et Kergrist
- Paule
- Pestivien et sa trève Bulat
- Peumerit-Quintin
- Plévin
- Pleyben et sa trève Le Cloître-Pleyben
- Pligeaux et ses trèves Canihuel, Kerien, Kerpert, Lanrivain, Le Leslay, Saint-Connan, Sainte-Tréphine et Saint-Gildas
- Ploéven et sa trève Kerlaz
- Plogonnec
- Plomodiern
- Plonévez-du-Faou et ses trèves Loqueffret (comportant une chapelle Brennilis) et Collorec
- Plonévez-Porzay
- Plougastel
- Plouguer et ses trèves Saint-Quijeau et Treffrin
- Plouguernével et ses trèves Bonen et Locmaria-Bonen
- Plounévézel et ses trèves Sainte-Catherine et Saint-Idunec
- Plounévez-Quintin et sa trève Trémargat
- Plourac'h et sa trève Saint-Corentin
- Plouyé
- Plusquellec et ses trèves Botmel (comportant une chapelle Callac) et Calanhel
- Plussulien
- Poullaouen et sa trève Saint-Tudec
- Quéménéven
- Quimerc'h et sa trève Logonna-Quimerc'h
- Roscanvel
- Rosnoën et sa trève Le Faou
- Saint-Coulitz
- Saint-Hernin
- Saint-Martin-des-Prés
- Saint-Mayeux et ses trèves Caurel et Saint-Gilles-Vieux-Marché
- Saint-Nic
- Saint-Ségal et ses chapelles Pont-de-Buis et Port-Launay
- Saint-Thois
- Scrignac et ses trèves Bolazec et Coat-Quéau
- Spézet
- Telgruc et sa trève La Magdeleine
- Trébrivan et sa trève Le Moustoir
- Trégourez
- Tréogan